# 59
59 foi um ano comum do século I que durou 365 dias. De acordo com o Calendário Juliano, o ano teve início e terminou a uma segunda-feira, e a sua letra dominical foi G.
| Ano completo                         |
| ------------------------------------ |
| Ano comum com início à segunda-feira |

## Eventos
- Caio Vipstano Aproniano e Caio Fonteio Capitão, cônsules romanos.

## Mortes
- 23 de Março — Agripina Menor, imperatriz-consorte romana (n. 15).